# Panara eclypsis
Panara eclypsis är en fjärilsart som beskrevs av Adalbert Seitz 1913. Panara eclypsis ingår i släktet Panara och familjen Riodinidae. Inga underarter finns listade i Catalogue of Life.